# 王占海
王占海（1968年1月—），男，河南省温县陈家沟人，为陈式太极拳第十二代传人，国家非物质文化遗产项目陈式太极拳代表性传承人王西安之長子。曾获得1985年－1987年全国太极拳推手锦标赛三连冠。
2008年到2010年間，王占海常與企業家馬雲和演員李连杰一起交流，討論各人的理念及太極拳的發展。在馬雲和李连杰於2011年共同成立太极禅国际文化发展有限公司後，王占海出任該公司的技术总监。

## 外部連結
- 王占海的新浪微博